# Lista nagród i nominacji Duffy
Lista nagród i nominacji walijskiej piosenkarki Duffy.

## MOJO Awards
- 2008 Song Of The Year "Mercy" Wygrana
- 2008 Album Of The Year "Rockferry" Nominacja

## Vodafone Live Music Awards
- 2008 Best Female Nominacja

## Q Awards
- 2008 Breakthrough Act Wygrana
- 2008 Best Track "Mercy" Nominacja

## MTV Video Music Awards
- 2008 Best UK Video "Warwick Avenue" Nominacja

## MTV Europe Music Awards
- 2008 Album of the Year "Rockferry" Nominacja
- 2008 Most Addictive Track "Mercy" Nominacja
- 2008 New Act Nominacja

## MOBO Awards
- 2008 Best UK Female Nominacja

## UK Nickelodeon Kids' Choice Awards
- 2008 Best Singer Nominacja

## Premios 40 Principales
- 2008 Best Non-Spanish International Song "Mercy" Nominacja

## World Music Awards
- 2008 Best Selling Pop/Rock Female Artist Nominacja
- 2008 Best Selling New Artist Nominacja

## Urban Music Awards
- 2008 Best Neo Soul Act Nominacja
- 2008 Most Inspiring Act Nominacja

## UK Festival Awards
- 2008 Festival Pop Act Nominacja
- 2008 Best Newcomer Awards Nominacja

## Music Producers Guild Awards
- 2008 Single of the Year "Mercy" Nominacja
- 2008 U.K. Album of the Year "Rockferry" Nominacja

## Grammy Awards
- 2009 Best New Artist Nominacja
- 2009 Best Female Pop Vocal Performance "Mercy" Nominacja
- 2009 Best Pop Vocal Album "Rockferry" Zwycięstwo

## Echo Music Awards
- 2009 Best International Female Artist Rock/Pop Nominacja

## Brit Awards
- 2009 Best British female Zwycięstwo
- 2009 Best British single "Mercy" Nominacja
- 2009 Best British album "Rockferry" Zwycięstwo
- 2009 Best British breakthrough act Zwycięstwo
- 2010 BRITs Album of 30 Years "Rockferry" Nominacja

## NRJ Music Awards
- 2009 International Revelation of the Year Nominacja
- 2009 International Album of the Year "Rockferry" Nominacja

## Meteor Ireland Music Awards
- 2009 Best International Female Zwycięstwo

## Royal Horticultural Society
- 2009 Flower Named for Duffy Zwycięstwo

## Ivor Novello Awards
- 2009 PRS for music most performed work "Mercy" Zwycięstwo
- 2009 Best selling British song "Mercy" Nominacja
- 2009 Album Award "Rockferry" Nominacja

## MTV Video Music Awards Japon
- 2009 Best New Artist in a Video "Mercy" Nominacja

## BMI Pop Awards 2009
- 2009 "Mercy" Zwycięstwo

## Glamour Women of the Year 2009
- 2009 Best UK Solo Artist - Nominacja